# Basilisk II
Basilisk IIは、Motorola 68000シリーズベースのApple Macintoshコンピュータをエミュレートするエミュレータ。後述の各種オペレーティングシステムで使用可能なクロスプラットフォーム対応のソフトウェアである。
1999年3月、Amiga用Mac 68kエミュレータのShapeShifterを開発したChristian BauerがBasilisk IIの最初のバージョンをリリースした。Basilisk IIはプラットフォーム間での移植性が高く:36、ShapeShifterより改善された点があった。たとえば、エミュレートするディスク数の制限がなく、CD-ROMへの対応が改善され、ホストコンピュータのファイルシステムを使えた。しかし、構成が難しく互換性が低いといった問題が初期のレビューで浮き彫りになり、AmigaユーザーにはShapeShifterの方がお勧めとされた:37。新しいリリースでこれらの問題は緩和されたが、2005年のレビューではMorphOS版Basilisk IIでCPUエミュレーションが（MorphOS内蔵のAmigaアプリケーション用68k CPUエミュレーションと比較して）遅い点が深刻な問題と指摘された:25。
Basilisk IIで実行可能なMac OSのうち最も新しいバージョンは、1998年1月にリリースされた最後の680x0互換OS、Mac OS 8.1である。その9か月後にリリースされたMac OS 8.5は、Basilisk IIがエミュレートできないPowerPCベースのプロセッサを必要とするため、互換性がない。
Basilisk IIの移植版は、AmigaOS 4、BeOS、Linux、Amiga、Windows NT、Mac OS X、MorphOSのほか、PlayStation Portableなどのモバイルデバイスを含む複数のプラットフォーム用が存在する。
GNU General Public LicenseでリリースされているBasilisk IIは自由ソフトウェアであり、ソースコードはGitHubから入手できる。

## 関連項目

Atari/Amiga向けエミュレータの系譜